# Uluğ Muhammad
Uluğ Muhammad (الغ محم); in lingua tatara Олуг Мөхәмәт, Oluğ Möxəmmət; riportato come Ulanus dagli orientalisti); 1405 – Kazan', 1445) fu un sovrano di etnia mongolo-tartara che rivestì la carica di khan dell'Orda d'Oro (dal 1419 al 1423 e dal 1428 al 1437), di Crimea (1437) e che fondò del Khanato di Kazan', da lui governato dal 1438 al 1445.
Forse figlio di Hassan Jefai e cugino di Toktamish, gli fu assegnato il soprannome di "Uluğ", che significa più vecchio o il maggiore, in contrasto con un altro Muhammad che era chiamato "Kichi", ovvero più giovane o il minore. Prima del 1420 ingaggiò una lotta ostinata per il possesso dell'Orda d'Oro con i rappresentanti di un ramo minore dei Tukaytimuridi (uno dei rami dei Gengisidi). Dopo essere stato sconfitto, Uluğ Muhammad cercò asilo nel vilayet della Bulgaria del Volga nel 1423. Con il sostegno del granduca di Lituania Vitoldo il Grande, Uluğ Muhammad riuscì a riconquistare il trono dell'Orda d'Oro nel 1426. Egli riuscì a imporre il potere dell'Orda in parte della Crimea e stabilì relazioni amichevoli con il sultano ottomano Murad II. Uluğ Muhammad inviò una propria ambasciata nell'Egitto mamelucco nel 1428-1429. Nel 1431 il figlio e il nipote del sovrano di Mosca, Dmitrij Donskoj, si recarono alla corte di Uluğ Muhammad per prendere una decisione sulla successione principesca. Il sovrano si pronunciò a favore del nipote, Basilio II.
Uluğ Muhammad fu il primo khan del Khanato di Kazan', da lui amministrato dal 1438 al 1445, anno della sua morte.

## Biografia

### Origini
Uluğ Muhammad era forse figlio di Jalal al-Din e nipote di Toktamish, malgrado si ritiene che fosse un figlio di Hassan Jefai, anch'egli imparentato con Toktamish. In ogni caso, si trattava di un discendente di Jochi e quindi di Gengis Khan.

### Orda d'Oro
Uluğ Muhammad salì forse al potere dopo la morte di Jabbarberdi. Il suo principale rivale per il controllo dell'Orda fu suo cugino Dawlat Berdi, figlio di Jabbarberdi. Per gran parte del suo regno Uluğ Muhammad controllò Saraj, motivo per cui venne considerato il sovrano più legittimato a governare l'Orda. Nonostante Saraj fosse stata espugnata dal suo rivale dopo l'assedio di Saraj del 1420, Uluğ Muhammad rimase al potere per altri due anni.
Nel 1422, Baraq Khan sconfisse sia Uluğ Muhammad sia Dawlat e li scacciò dal Paese. Mentre Dawlat rimase in Crimea, Uluğ Muhammad trovò rifugio nel Granducato di Lituania e chiese assistenza a Vitoldo il Grande. Grazie al supporto che il sovrano baltico decise di fornirgli, fu in grado di marciare su Baraq e riconquistare Sarai.
Dopo aver ripreso il controllo del khanato, Uluğ Muhammad marciò sulla Crimea, dove Dawlat Berdi si era ristabilito dopo la sconfitta e la morte di Baraq. Dopo una serie di schermaglie dall'esito incerto, la sua invasione fu interrotta dalla morte di Vitoldo, evento che costrinse Uluğ Muhammad a concentrare le sue forze in Lituania. Quando a Vilnius si verificò una contesa per il trono, il khan decise di prendere le parti di Sigismund Kęstutaitis contro Švitrigaila. Quest'ultimo, a sua volta, sostenne Dawlat Berdi e poi Sayid Ahmad I, così come Basilio II di Russia.

### Khan di Kazan'
Uluğ Muhammad perse il controllo dell'Orda d'Oro nel 1436 e fuggì in Crimea. Quando entrò in contrasto con gli abitanti della penisola, decise di condurre un esercito di 3.000 uomini a nord ed espugnò la città di confine di Belëv. Nel 1437, Basilio II di Russia inviò un grande esercito contro Uluğ Muhammad al comando di Dmitrij Shemjaka, ma fu sconfitto nella battaglia di Belëv. Uluğ Muhammad si spostò poi sul Volga e nel 1438 si impossessò di Kazan', rendendola una realtà autonoma dall'Orda d'Oro. Nel 1439 compì un'incursione in Russia e diede alle fiamme Kolomna e la periferia di Mosca.
Non sono eventi storici a lui relativi avvenuti tra il 1439 e il 1444, ma nel 1444-1445 Uluğ Muhammad occupò Nižnij Novgorod e marciò su Murom. Basilio II contrattaccò nel 1445, finendo però battuto e catturato nella battaglia di Suzdal', per poi essere rilasciato a seguito del pagamento di un riscatto. Uluğ Muhammad morì pochi mesi dopo, forse assassinato dal figlio Mäxmüd.

## Genealogia
- Gengis Khan
- Jochi
- Tuqa Timur
- Ureng-Timur
- Saricha
- Tulaq Timur
- Tuqa Timur
- Toq Timur
- Ali-Bek Tula Timur
- Hassan Toq Timur
- Ulugh Muhammad (1437-1446)

## Discendenza
Uluğ Muhammad ebbe i seguenti figli da una o più mogli i cui nomi risultano sconosciuti: Mäxmüd di Kazan, Yakub, Yusuf, Mustafà e Qasim Khan.
Il primogenito di Uluğ gli subentrò nel governo del Khanato di Kazan'. Mustafà morì combattendo vicino a Rjazan' nel 1444. Qasim Khan andò a riscuotere il riscatto dopo la battaglia di Suzdal', entrò al servizio della Russia e, nel 1452, fondò il Khanato di Qasim.